# Maria Schmolln
Maria Schmolln är en ort och kommun  i Österrike. Den ligger i distriktet Braunau am Inn i förbundslandet Oberösterreich, 230 kilometer väster om huvudstaden Wien. 
Kommunen består av 22 orter (Ortschaften) (inom parentes invånarantal 1 januari 2024):

- Aicheck (30)
- Bachleiten (19)
- Breitenberg (50)
- Bucheck (73)
- Großenaich (34)
- Gstocket (4)
- Haslau (76)
- Höh (41)
- Leitnerseck (40)
- Maria Schmolln (348)
- Michlbach (39)
- Oberfeld (35)
- Oberminathal (17)
- Perneck (14)
- Schnellberg (18)
- Schweigertsreith (60)
- Sollach (187)
- Thannstraß (32)
- Unterfeld (45)
- Unterminathal (213)
- Utzeneck (36)
- Winkelpoint (54)